# Sciences de gestion
Les sciences de gestion ou sciences du management (auparavant connues également sous le nom de « sciences commerciales ») sont une discipline des sciences sociales et du management principalement issue de l'économie, des mathématiques mais aussi du droit, de la sociologie et de la psychologie.
Les sciences de gestion se subdivisent en plusieurs disciplines :
- Finance (d'entreprise et de marché) ;
- Comptabilité ;
- Stratégie ;
- Théorie des organisations ;
- Comportement organisationnel et gestion des ressources humaines ;
- Logistique, transport(s) et gestion de la production ;
- Marketing ;
- Systèmes d'information ;
- Analyse et Science des données ;
- Science de la décision ;
- Responsabilité sociétale des entreprises (RSE);
- Economie.

Les sciences de gestion ont pour objet d’éclairer l’action conduite de façon collective par des groupes humains organisés : entreprises, associations, administrations, etc. ». La science de gestion (MS) est la vaste étude interdisciplinaire sur la résolution de problèmes et la prise de décision dans les organisations humaines, avec des liens étroits avec la gestion, l'économie, le commerce, l'ingénierie, la logistique, la stratégie, le conseil en management et d'autres sciences. Il utilise divers principes, stratégies et méthodes analytiques basés sur la recherche scientifique, notamment la modélisation mathématique, des statistiques et des algorithmes numériques, afin d'améliorer la capacité d'une organisation à prendre des décisions de gestion rationnelles et précises en apportant des solutions optimales ou quasi optimales à des problèmes de décision complexes. Les sciences de gestion aident les entreprises à atteindre leurs objectifs en utilisant diverses méthodes scientifiques.
Le domaine était à l’origine un développement des mathématiques appliquées, où les premiers problèmes étaient liés à l’optimisation de systèmes pouvant être modélisés de manière linéaire, c’est-à-dire la détermination des optima (valeur maximale du profit, performance de la chaîne de montage, rendement de la récolte, bande passante, etc. minimum de perte, risque, coûts, etc.) d’une fonction objective. Aujourd'hui, les sciences de gestion englobent toute activité organisationnelle pour laquelle le problème peut être structuré comme un système fonctionnel, de manière à obtenir un ensemble de solutions présentant des caractéristiques identifiables.

## Enseignement en sciences de gestion

### En France
En France, les sciences de gestion sont représentées au CNU (Conseil National des Universités) dans le groupe 2 (Économie et Gestion), Section 6 (Sciences de Gestion).

#### Agrégation
Un concours national d'agrégation du secondaire pour le recrutement des enseignants du secondaire leur sont dédiés, l'Agrégation d'économie et de gestion.

#### Doctorat
Le recrutement des enseignants-chercheurs de l'enseignement supérieur à l'université ou dans les Grandes Écoles requiert généralement l'obtention d'un doctorat ou d'un Ph.D. anglo-saxon.
Les universités françaises regroupant les Instituts d'administration des entreprises (IAE) privilégient le modèle du doctorat préparé au sein des écoles doctorales. Comme pour les autres disciplines, le doctorat en sciences de gestion se prépare après l'obtention d'un diplôme de master (de préférence à orientation « recherche ») sur une durée minimum de trois ans.
Certaines grandes écoles d'ingénieurs offrent ce type de formation, à l’exemple de l'École Polytechnique au sein du Centre de Recherche en Gestion (CRG) ou de l'École des Mines au sein du Centre de Gestion Scientifique (CGS).
Les grandes écoles de gestion tendent à aligner leur formation sur le modèle du Ph.D. anglo-saxon. En général, le Ph.D. se prépare en 4 ou 5 ans, les premières années étant consacrées à des cours dans les disciplines fondamentales issues de branches de l'économie, de la sociologie et de la psychologie, des cours de spécialité (finance, stratégie, marketing...), ainsi que des formations aux méthodes de recherche (statistiques, analyse qualitative, épistémologie, etc.). Les principaux programmes Ph.D. généralistes en Sciences de Gestion (ou Management) en France sont ceux de INSEAD, HEC, ESSEC, EMLYON, ESCP, GEM ou encore d'autres écoles de management.
Plus récemment a été proposé le programme de DBA (Doctorate in Business Administration) qui est une formation exécutive dont la finalité est davantage orientée vers l'application pratique de savoirs académiques. Néanmoins, le DBA n'est pas reconnu par l'État en tant que doctorat. En effet, le titre de docteur requiert l'inscription au sein d'une école doctorale.

### En Belgique
En Belgique francophone, les sciences de gestion peuvent prendre le nom de "sciences commerciales" ou d'administration des affaires (business administration); elles peuvent être étudiées en hautes école (sc. commerciales) ou à l'université (sc. de gestion). Outre les études proprement dites en sciences de gestion (finance, comptabilité, commerce international, marketing, droit des affaires, ressources humaines, gestion informatique et logistique), un diplôme d'ingénieur de gestion (bachelor+master, 5 années d'études) existe et a pour particularité de comporter en plus des cours et compétences techniques et scientifiques.

## Recherche en sciences de gestion

### En France
En France, la recherche en sciences de gestion est relativement récente puisque la première revue du domaine est publiée dès mars 1963 sous le titre Direction et gestion des entreprises devenue depuis La Revue des Sciences de Gestion. La recherche continue son développement après la création de la FNEGE (Fondation nationale pour l’enseignement de la gestion des entreprises) en 1968 et la création de la Revue Française de Gestion en 1975. Le système de la recherche en sciences de gestion est dual puisqu'il met en concurrence les Universités et, surtout depuis les années 1990, des Grandes Écoles de management (INSEAD, HEC, ESSEC, EMLYON, EDHEC, ESCP...) ou d'ingénieurs (École Polytechnique, École des Mines...).
La recherche en sciences de gestion est une activité prise en compte pour établir les classements des Business Schools en France ou à l'International. L'un des principaux classements, celui du périodique anglais le Financial Times prend en compte une liste restreinte des 50 plus grandes revues internationales de recherche en management.

### Aux États-Unis
Aux États-Unis, la recherche en sciences de gestion s'est développée dès le début des années 1920-1930 à travers des disciplines comme la théorie des organisations, la psychologie industrielle ou encore l'économie des organisations. Dès les années 1890, Taylor et d'autres ingénieurs ont travaillé à rendre plus scientifique la pratique de la gestion des organisations pour créer ce qu'on appellera le scientific management. Il faudra toutefois attendre les années 1950-1960 pour la recherche en gestion soit réformés afin d'apporter à cette activité le statut de discipline académique scientifique. Pour cela, le Fondation Ford et la Fondation Carnegie commandent une étude sur l'état de la recherche dans les Business Schools américaines afin d'y apporter une réforme, ce qui débouche sur la publication du rapport Gordon et Howell (1959) et le rapport Pierson (1959).
La recherche en gestion aux États-Unis est largement produite au sein des écoles de commerce, elles-mêmes rattachées aux universités. Ce rapprochement avec les universités renforcent la pluridisciplinarité de la recherche en gestion qui n'hésite pas à s'appuyer sur les sciences sociales « mères » à savoir l'économie, la sociologie et la psychologie, mais également sur la philosophie, l'histoire, les sciences de la communication, etc.

## Classement des écoles de commerce en recherche dans le monde entre 2011 et 2015
Le classement est établi par l'Université de Dallas Top 100 Business School Research Ranking.
Top 20 mondial entre 2011 et 2015
| Rang | Université                                                                   | Articles | Score  | Pays       |
| ---- | ---------------------------------------------------------------------------- | -------- | ------ | ---------- |
| 1    | University of Pennsylvania (The Wharton School)                              | 327      | 170,82 | États-Unis |
| 2    | Harvard University (Harvard Business School)                                 | 255      | 123,99 | États-Unis |
| 3    | Massachusetts Institute of Technology (Sloan School of Management)           | 232      | 110,51 | États-Unis |
| 4    | New York University (Leonard N. Stern School of Business)                    | 246      | 108,04 | États-Unis |
| 5    | University of Texas at Austin (McCombs School of Business)                   | 221      | 100,20 | États-Unis |
| 6    | University of Michigan at Ann Arbor (Ross School of Business)                | 210      | 100,07 | États-Unis |
| 7    | Institut européen d'administration des affaires (INSEAD)                     | 208      | 99,22  | France     |
| 8    | Université de Toronto (École de gestion Joseph L. Rotman)                    | 197      | 98,96  | Canada     |
| 9    | Columbia University (Graduate School of Business)                            | 215      | 98,21  | États-Unis |
| 10   | University of North Carolina at Chapel Hill (Kenan-Flagler Business School)  | 188      | 98,10  | États-Unis |
| 11   | University of Southern California (Marshall School of Business)              | 183      | 96,15  | États-Unis |
| 12   | University of Texas at Dallas (Naveen Jindal School of Management)           | 198      | 93,17  | États-Unis |
| 13   | Northwestern University (Kellogg School of Management)                       | 184      | 88,24  | États-Unis |
| 14   | University of Chicago (Booth School of Business)                             | 185      | 87,88  | États-Unis |
| 15   | University of Minnesota at Twin Cities (Carlson School of Management)        | 199      | 87,33  | États-Unis |
| 16   | Stanford University (Graduate School of Business)                            | 182      | 86,35  | États-Unis |
| 17   | University of Maryland at College Park (Robert H. Smith School of Business)  | 188      | 85,64  | États-Unis |
| 18   | Duke University (The Fuqua School of Business)                               | 186      | 83,74  | États-Unis |
| 19   | Pennsylvania State University at University Park (Smeal College of Business) | 166      | 78,43  | États-Unis |
| 20   | Ohio State University (Fisher College of Business)                           | 167      | 73,63  | États-Unis |

## Chercheurs notables actuels et anciens en sciences de gestion (liste non exhaustive)

### Finance
- Harry Markowitz
- William F. Sharpe
- Merton Miller
- Eugene Fama (Chicago)
- Michael Jensen (Harvard)
- Myron Scholes
- Fisher Black
- Robert C. Merton
- Stewart C. Myers (en)
- Stephen A. Ross
- Richard Roll (en)
- Werner De Bondt (en) (Chicago)

### Stratégie
- Michael Porter (Harvard)
- Jay B. Barney (en)(Utah)
- Henry Mintzberg (McGill)
- Richard Rumelt (UCLA Anderson)

### Théories des Organisations
- Herbert Simon (Carnegie Mellon), Prix Nobel d'Économie, 1978
- Oliver Williamson (Berkeley), Prix Nobel d'Économie, 2009
- James March (Stanford)
- Richard Cyert (Carnegie)
- Michel Crozier (CNRS)
- Erhard Friedberg (Sciences Po)

### Marketing
- Philip Kotler (Northwestern)

### Comportement Organisationnel & Leadership
- Jeffrey Pfeffer (en) (Stanford)
- Robert Sutton (en) (Stanford)

### Système d'information
- Frantz Rowe (Université de Nantes)
- Michel Kalika (IAE-Lyon)
- Yves Pigneur (Université de Lausanne)

### Conception/Innovation
- Armand Hatchuel (Mines Paris)
- Christophe Midler (Ecole Polytechnique)
- Georg von Krogh (ETH Zurich)
- Eric von Hippel (MIT)